# Conference League 2000-2001
La Conference League 2000-2001, conosciuta anche con il nome di Nationwide Conference per motivi di sponsorizzazione, è stata la 22ª edizione del campionato inglese di calcio di quinta divisione.

## Squadre partecipanti
| Squadra                           | Città                         | Stagione precedente                                            |
| --------------------------------- | ----------------------------- | -------------------------------------------------------------- |
| Boston United                     | Boston                        | 1º posto in Southern League Premier Division, promosso         |
| Chester City                      | Chester                       | 24º posto in Football League Third Division, retrocesso        |
| Dagenham & Redbridge              | Londra (Dagenham)             | 1º posto in Isthmian League Premier Division, promosso         |
| Doncaster Rovers                  | Doncaster                     | 12º posto in Conference League                                 |
| Dover Athletic                    | Dover                         | 6º posto in Conference League                                  |
| Forest Green Rovers               | Nailsworth                    | 19º posto in Conference League                                 |
| Hayes                             | Londra (Hayes)                | 11º posto in Conference League                                 |
| Hednesford Town                   | Hednesford                    | 17º posto in Conference League                                 |
| Hereford United                   | Hereford                      | 8º posto in Conference League                                  |
| Kettering Town                    | Kettering                     | 13º posto in Conference League                                 |
| Kingstonian                       | Londra (Kingston upon Thames) | 5º posto in Conference League                                  |
| Leigh Railway Mechanics Institute | Leigh                         | 1º posto in Northern Premier League Premier Division, promosso |
| Morecambe                         | Morecambe                     | 3º posto in Conference League                                  |
| Northwich Victoria                | Northwich                     | 18º posto in Conference League                                 |
| Nuneaton Borough                  | Nuneaton                      | 15º posto in Conference League                                 |
| Rushden & Diamonds                | Irthlingborough               | 2º posto in Conference League                                  |
| Scarborough                       | Scarborough                   | 4º posto in Conference League                                  |
| Southport                         | Southport                     | 9º posto in Conference League                                  |
| Stevenage Borough                 | Stevenage                     | 10º posto in Conference League                                 |
| Telford United                    | Telford                       | 16º posto in Conference League                                 |
| Woking                            | Woking                        | 14º posto in Conference League                                 |
| Yeovil Town                       | Yeovil                        | 7º posto in Conference League                                  |

## Classifica finale
|  | Pos. | Squadra            | Pt | G  | V  | N  | P  | GF | GS | DR  |
|  | ---- | ------------------ | -- | -- | -- | -- | -- | -- | -- | --- |
|  | 1    | Rushden & Diamonds | 86 | 42 | 25 | 11 | 6  | 78 | 36 | +42 |
|  | 2    | Yeovil Town        | 80 | 42 | 24 | 8  | 10 | 73 | 50 | +23 |
|  | 3    | Dag & Red          | 77 | 42 | 23 | 8  | 11 | 71 | 54 | +17 |
|  | 4    | Southport          | 69 | 42 | 20 | 9  | 13 | 58 | 46 | +12 |
|  | 5    | Leigh              | 68 | 42 | 19 | 11 | 12 | 63 | 57 | +6  |
|  | 6    | Telford Utd        | 65 | 42 | 19 | 8  | 15 | 51 | 51 | 0   |
|  | 7    | Stevenage          | 63 | 42 | 15 | 18 | 9  | 71 | 61 | +10 |
|  | 8    | Chester City       | 62 | 42 | 16 | 14 | 12 | 49 | 43 | +6  |
|  | 9    | Doncaster          | 58 | 42 | 15 | 13 | 14 | 47 | 43 | +4  |
|  | 10   | Scarborough        | 58 | 42 | 14 | 16 | 12 | 56 | 54 | +2  |
|  | 11   | Hereford Utd       | 57 | 42 | 14 | 15 | 13 | 60 | 46 | +14 |
|  | 12   | Boston Utd         | 56 | 42 | 13 | 17 | 12 | 74 | 63 | +11 |
|  | 13   | Nuneaton Borough   | 54 | 42 | 13 | 15 | 14 | 60 | 60 | 0   |
|  | 14   | Woking             | 54 | 42 | 13 | 15 | 14 | 52 | 57 | -5  |
|  | 15   | Dover Athletic     | 53 | 42 | 14 | 11 | 17 | 54 | 56 | -2  |
|  | 16   | Forest Green       | 48 | 42 | 11 | 15 | 16 | 43 | 54 | -11 |
|  | 17   | Northwich Victoria | 46 | 42 | 11 | 13 | 18 | 49 | 67 | -18 |
|  | 18   | Hayes              | 46 | 42 | 12 | 10 | 20 | 44 | 71 | -27 |
|  | 19   | Morecambe          | 45 | 42 | 11 | 12 | 19 | 64 | 66 | -2  |
|  | 20   | Kettering Town     | 43 | 42 | 11 | 10 | 21 | 46 | 62 | -16 |
|  | 21   | Kingstonian        | 34 | 42 | 8  | 10 | 24 | 47 | 73 | -26 |
|  | 22   | Hednesford Town    | 28 | 42 | 5  | 13 | 24 | 46 | 86 | -40 |

Legenda:
      Promosso in Football League Third Division 2001-2002.
      Retrocesso in Isthmian League 2001-2002.
      Retrocesso in Southern League 2001-2002.
Regolamento:
Tre punti a vittoria, uno a pareggio, zero a sconfitta.
In caso di arrivo di due o più squadre a pari punti, la graduatoria viene stilata secondo i seguenti criteri:
- differenza reti
- maggior numero di gol segnati